# Jacqueline Burnand
Pour les articles homonymes, voir Burnand (homonymie).
 (octobre 2021).
Si vous disposez d'ouvrages ou d'articles de référence ou si vous connaissez des sites web de qualité traitant du thème abordé ici, merci de compléter l'article en donnant les références utiles à sa vérifiabilité et en les liant à la section « Notes et références ».
Jacqueline Burnand, née en 1944, est une personnalité politique genevoise, membre du parti socialiste suisse. Elle est maire de Genève de juin 1991 à mai 1992 et de juin 1996 à mai 1997.

## Parcours politique
En 1987, elle accède au Conseil administratif de la ville de Genève, où elle s’occupe du département des constructions.
Elle reprend le siège socialiste de Claude Ketterer, conseiller administratif depuis 1967, qui se représente en indépendant alors que son parti souhaitait une représentation plus jeune et plus féminine à l'exécutif. Jacqueline Burnand est la deuxième femme à accéder à l'exécutif de la ville après Lise Girardin.
Elle est réélue en 1991 puis en 1995. De plus, elle est maire de Genève en 1991-1992 et 1996-1997.
Elle ne se représente pas lors des élections de 1999. Manuel Tornare reprend le siège socialiste laissé vacant par son départ.
À la mort de Lise Girardin en 2010, J. Burnand lui rend hommage, car elle fut la première femme à entrer au Grand Conseil genevois, la première femme membre du Conseil administratif de la ville de Genève, la première femme maire d'une grande ville suisse et la première femme élue au Conseil des Etats suisse. Jacqueline Burnand a aussi travaillé sous sa direction au Département des beaux-arts et de la culture avant d'accéder à l'exécutif de la ville de Genève.  